# Núi Đá Bia
Núi Đá Bia, tên chữ là Thạch Bi Sơn, dân gian gọi là Núi Ông, là ngọn núi cao nhất trong khối núi Đại Lãnh thuộc dãy núi Đèo Cả, hiện ở xã Hòa Xuân Nam, thị xã Đông Hòa, phía Nam tỉnh Phú Yên, Việt Nam.
Núi nổi tiếng vì tảng đá bia khổng lồ cao khoảng 80 m trên đỉnh núi mà cách xa vẫn có thể nhìn thấy. Tương truyền vào năm 1471, khi thân chinh cầm quân tấn công Chămpa, Lê Thánh Tông dừng tại chân núi, cho quân lính trèo lên khắc tên, ghi rõ cương vực Đại Việt (Việt Nam ngày nay) tại nơi này. Vì thế, núi được gọi là núi Đá Bia.

## Lịch sử

Núi Đá Bia, phía nam Phú Yên - tảng đá trên đỉnh được cho là vua Lê Thánh Tông sai khắc chữ vào

Sự kiện lịch sử về núi Đá Bia quanh cuộc Nam tiến của vua Lê Thánh Tông (năm 1470), rất nhiều tác phẩm ghi lại sự kiện này và cho rằng năm 1471, vị vua trẻ tài ba này đã tiến quân đến đèo Cả và sai lính khắc bia đá để đánh dấu ranh giới giữa Đại Việt và Chiêm Thành. Các tác phẩm này là:
- Đại Việt sử ký toàn thư của Ngô Sĩ Liên
- Khâm định Việt sử thông giám cương mục của Sử quán triều Nguyễn
- Đại Nam nhất thống chí của Lê Quang Định
- Phủ biên tạp lục của Lê Quý Đôn
- Việt Nam sử lược của Trần Trọng Kim
- Việt sử xứ Đàng Trong của Phan Khoang.

Cũng như có nhiều tài liệu khác cũng đề cập đến vấn đề này như:
- Người chứng thứ nhất của Phạm Đình Khiêm
- Non nước Phú Yên của Nguyễn Đình Tư
- Tìm hiểu địa danh qua tục ngữ ca dao Phú Yên của Nguyễn Đình Chúc.

Quan điểm về vua Lê Thánh Tông có thật sự đến đất Phú Yên và khắc bia hay không thì có nhiều quan điểm khác nhau, nhưng có thể tóm gọn các ý kiến như sau:
1. Vua Lê Thánh Tông không đến đất Phú Yên và cũng không cho khắc bia.
2. Vua Lê Thánh Tông không đi đến đất Phú Yên mà chỉ sai một toán quân vào đến tận Đèo Cả và không biết có khắc bia hay không.
3. Vua Lê Thánh Tông đã đến đất Phú Yên và có khắc bia trên núi.

## Đặc điểm

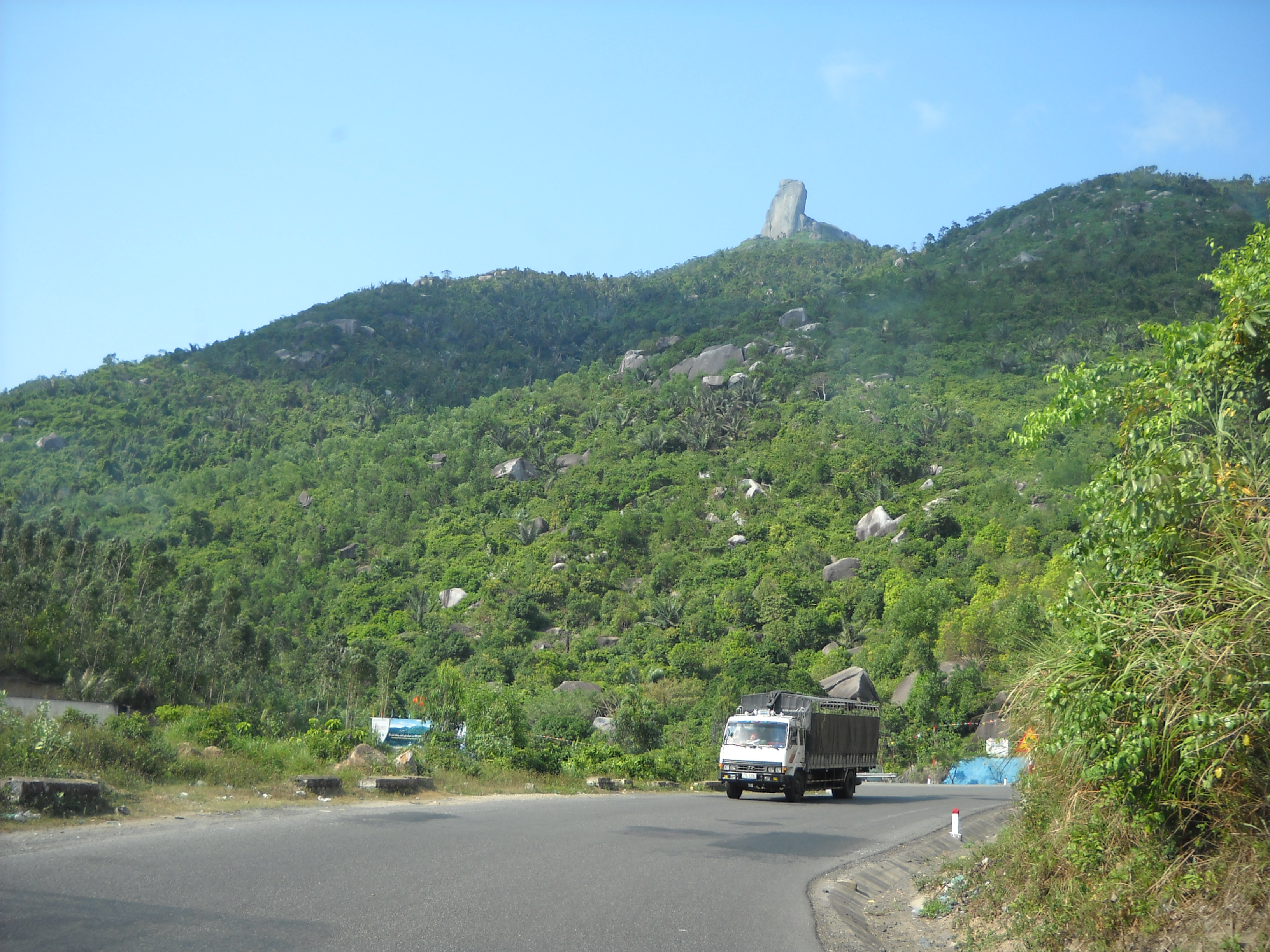
Núi Đá Bia, nhìn từ phía Nam

Núi Đá Bia có độ cao tuyệt đối là 706 m, trên đỉnh mây thường xuyên che lấp khối đá Bia tạo nên cảnh quan hùng vĩ, án tượng. Từ đây có thể nhìn bao quát vùng biển xung quanh, thấy Vũng Rô của Phú Yên ở ngay chân núi phía Nam hay vịnh Vân Phong của Khánh Hòa. Vào những ngày trời nắng đẹp thậm chí du khách còn có thể thấy thành phố Nha Trang. Nhìn về phía bắc, sẽ có được tầm nhìn bao quát đồng bằng Tuy Hòa, núi Chóp Chài nằm giữa thành phố Tuy Hòa và sông Ba.
Người dân địa phương coi núi Đá Bia là một trong những biểu tượng nổi tiếng của đất Phú Yên, cùng với những địa danh khac như núi Nhạn, sông Đà Rằng ở Tuy Hòa.
Ngọn núi còn được các thủy thủ người Pháp đặt tên là "Ngón tay của Chúa" vì nó giúp họ xác định được vị trí đất liền của Việt Nam.

## Xếp hạng
Tháng 9/2008, Bộ Văn hóa, Thể thao và Du lịch ra quyết định công nhận thắng cảnh độc nhất vô nhị này là Thắng cảnh cấp quốc gia. Đây là một trong 17 di tích văn hóa lịch sử-thiên nhiên mới nhất của tỉnh Phú Yên

## Đăng sơn
Có lối mòn lên đỉnh dài khoảng 2,2 km. Đường dốc, nhiều bụi cây, nhiều bậc thang khiến cho việc leo núi mất tới hơn 2 giờ đồng hồ.

## Ca dao
“Chiều chiều mây phủ Đá Bia
Đá Bia mây phủ chị kia mất chồng
Mất chồng như nậu mất trâu
Chạy lên chạy xuống cái đầu chơm bơm.”